# Fuchsia corollata
Fuchsia corollata är en dunörtsväxtart som beskrevs av George Bentham. Fuchsia corollata ingår i släktet fuchsior, och familjen dunörtsväxter. Inga underarter finns listade i Catalogue of Life.